# Drabina analgetyczna
Drabina analgetyczna – zdefiniowany przez Światową Organizację Zdrowia w 1986 roku schemat stosowania leków przeciwbólowych oraz innych farmaceutyków podawanych w celu zmniejszenia doznań bólowych chorego. 
W schemacie tym wyróżniono trzy stopnie intensywności leczenia, w zależności od poziomu odczuwania bólu.
| Stopień bólu | Stosowane leki | Dodatkowe stosowane leki                                             | Leki wspomagające |
| ------------ | --- | -------------------------------------------------------------------- | --- |
| I stopień    | analgetyki nieopioidowe - paracetamol - niesteroidowe leki przeciwzapalne | - ewentualnie lek wspomagający                                       | - trójcykliczne leki przeciwdepresyjne - leki przeciwdepresyjne o budowie innej niż trójpierścieniowa - mianseryna - citalopram - fluoksetyna - sertralina - paroksetyna - leki przeciwpadaczkowe - karbamazepina - okskarbazepina - gabapentyna - lamotrygina - baklofen - kortykosteroidy - leki uspokajające - hydroksyzyna - diazepam - klonazepam - bisfosfoniany - klonidyna - antagonisty receptora n-metylo-d-asparginianu - leki znieczulające miejscowo |
| II stopień   | słaby opioid - dihydrokodeina - etylomorfina - kodeina - tramadol | - ewentualnie analgetyki nieopioidowe - ewentualnie lek wspomagający | - trójcykliczne leki przeciwdepresyjne - leki przeciwdepresyjne o budowie innej niż trójpierścieniowa - mianseryna - citalopram - fluoksetyna - sertralina - paroksetyna - leki przeciwpadaczkowe - karbamazepina - okskarbazepina - gabapentyna - lamotrygina - baklofen - kortykosteroidy - leki uspokajające - hydroksyzyna - diazepam - klonazepam - bisfosfoniany - klonidyna - antagonisty receptora n-metylo-d-asparginianu - leki znieczulające miejscowo |
| III stopień  | silny opioid - morfina (w leczeniu znajduje zastosowanie postać doustna i do podawania podskórnego) - fentanyl (w plastrach przezskórnych) - buprenorfina - oksykodon - metadon | - ewentualnie analgetyki nieopioidowe - ewentualnie lek wspomagający | - trójcykliczne leki przeciwdepresyjne - leki przeciwdepresyjne o budowie innej niż trójpierścieniowa - mianseryna - citalopram - fluoksetyna - sertralina - paroksetyna - leki przeciwpadaczkowe - karbamazepina - okskarbazepina - gabapentyna - lamotrygina - baklofen - kortykosteroidy - leki uspokajające - hydroksyzyna - diazepam - klonazepam - bisfosfoniany - klonidyna - antagonisty receptora n-metylo-d-asparginianu - leki znieczulające miejscowo |